# The Wurzels
The Wurzels, do roku 1974 Adge Cutler and The Wurzels – brytyjska grupa grająca muzykę pop i country.

## Historia
Grupa powstała w roku 1966 jako towarzysząca piosenkarzowi Adge Cutlerowi. Od początku wykonywała piosenki utrzymane w stylu country, ale o tematyce angielskiej, zwłaszcza sławiące lokalny napój - cydr. Lider grupy zginął w 1974 roku w wypadku drogowym w okolicy Nailsea, prawdopodobnie z powodu zaśnięcia za kierownicą. Największe sukcesy, w tym numer jeden na liście przebojów, grupa święciła już bez niego. Działa aż do dzisiaj. 

## Styl
Styl grupy określa się żartobliwie Scrumpy & Western - jest odmianą country pomieszaną z tradycjami folku z południa Anglii, zwłaszcza hrabstwa Somerset. 

## Na brytyjskiej liście przebojów[3]
- 1967 Drink up zy cider, poz. 46
- 1976 Combine Harvester poz. 1
- 1976 I aam a cider drinker - poz. 3[4]
- 1977 Father Bill's Cowman - poz. 32[5]

## Dyskografia

### Single
Adge Cutler & The Wurzels
- Drink Up Thy Cider (1966)
- Scrumpy & Western EP (1966)
- The Champion Dung Spreader (1967)
- I Wish I Was Back On The Farm (1967)
- All Over Mendip (1967)
- Don't Tell I, Tell 'Ee (1968)
- Up The Clump (1968)
- Ferry To Glastonbury (1969)
- Poor, Poor Farmer (1971)

The Wurzels
- Combine Harvester (Brand New Key) (1976)
- I Am A Cider Drinker (1976)
- Morning Glory (1976)
- Farmer Bill's Cowman (1977)
- Give Me England! (1977)
- One For The Bristol City (1977)
- The Tractor Song (1978)
- I'll Never Get A Scrumpy Here (1978)
- Drunk On A Saturday Night (1980)
- I Hate JR / I Love JR (1980)
- I Shot JR (1980)
- If You Got Nothin' On Tonight (1980)
- Coughin' Song (1982)
- Wurzel Rap (1983)
- All Fall Down (1986)
- Sunny Weston-Super-Mare (1988)
- I Want To Be An Eddie Stobart Driver (1995)
- Combine Harvester 2001 Remix (2001)
- Come On Santa! (2001)
- Don't Look Back In Anger (2002)
- I Am A Cider Drinker 2007 (2007, mit Tony Blackburn)
- One For The Bristol City (2007, mit Bristol City FC)

### Albumy
Adge Cutler & The Wurzels
- Adge Cutler & The Wurzels (1967)
- Adge Cutler's Family Album With The Wurzels (1967)
- Cutler Of The West (1968)
- Carry On Cutler! (1969)
- Don't Tell I, Tell 'Ee (1974, Best of, posthum)

The Wurzels
- The Wurzels Are Scrumptious! (1975)
- The Combine Harvester (1976)
- Golden Delicious (1977)
- Give Me England! (1977)
- I'll Never Get A Scrumpy Here (1978)
- I Am A Cider Drinker (1979)
- The Wurzels (1981)
- Freshly Cut (1983)
- Mendip Magic 'Live' (1995)
- The Finest 'Arvest of The Wurzels featuring Adge Cutler (2000)
- Never Mind The Bullocks - 'Ere's The Wurzels (2002)
- A Taste Of The West (2004)
- Top Of The Crops (2006, live)